# Internationale sancties tegen Rusland tijdens de Russisch-Oekraïense oorlog

Koers van de roebel tussen 2006 en 2022

Tijdens de Russisch-Oekraïense Oorlog zijn door een groot aantal landen internationale sancties opgelegd tegen Rusland en de Krim. Het gaat om verschillende soorten sancties:
- individuele sancties tegen personen die verantwoordelijk worden geacht voor het ondersteunen, financieren of uitvoeren van de militaire acties;
- economische sancties inzake handel, technologie en financiële transacties, bedoeld om het militaire optreden van Rusland te belemmeren;
- diplomatieke maatregelen, onder andere visumbeperkingen en beperkingen op diensten die aan Rusland worden geleverd;
- sancties tegen entiteiten: meer dan 2.200 personen en entiteiten staan op de sanctielijst, waaronder leden van de Doema, ambtenaren, militairen, zakenlieden en oligarchen.

## Achtergrond
De sancties tegen Rusland waren in eerste instantie vooral een reactie op de Russische inval en annexatie van de Krim, eind februari 2014. De sancties werden door de Verenigde Staten, de Europese Unie en andere landen en internationale organisaties opgelegd aan personen, bedrijven en functionarissen uit Rusland en Oekraïne. 
Rusland reageerde met tegensancties tegen een aantal landen, waaronder een totaalverbod op de invoer van voedsel uit Australië, Canada, Noorwegen, Japan, de Verenigde Staten en de Europese Unie. Als reactie op deze actie van de Russische Federatie stelden sommige regeringen en internationale organisaties, aangevoerd door de Verenigde Staten en de Europese Unie, sancties in tegen bepaalde Russische personen en bedrijven. 
Naarmate de onrust zich uitbreidde naar andere delen van Oost-Oekraïne en vanaf het voorjaar van 2014 escaleerde in de aanhoudende oorlog in de Donetsbekken, nam de reikwijdte van de sancties toe. In totaal werden drie soorten sancties opgelegd: verbod op het leveren van technologie voor olie- en gasexploratie, verbod op het verstrekken van kredieten aan Russische oliebedrijven en staatsbanken, reisbeperkingen voor invloedrijke Russische burgers die dicht bij president Poetin staan en betrokken waren bij de annexatie van de Krim. 
De Russische regering reageerde in natura met sancties tegen enkele Canadese en Amerikaanse personen. In augustus 2014 kwam er een Russisch totaalverbod op de invoer van voedsel uit de Europese Unie, de Verenigde Staten, Noorwegen, Canada en Australië.
In januari 2022 kondigde de EU de laatste verlenging van de sancties aan tot 31 juli 2022. De sancties werden echter weer sterk geïntensiveerd na de Russische invasie van Oekraïne, die begon op 24 februari 2022. De nieuwe ronde sancties in reactie op de invasie kwam van de Europese Unie en de Verenigde Staten. 
Na het begin van de invasie in Oekraïne hebben de Verenigde Staten, de Europese Unie en andere landen sancties ingevoerd of aanzienlijk uitgebreid, zodat ook Poetin en andere Russische regeringsfunctionarissen erdoor zouden worden geraakt. Ook werd Rusland reeds enkele dagen na het begin van de invasie afgesneden van het wereldwijde betalingssysteem SWIFT.

## Sancties tegen Russische en Oekraïense personen, bedrijven en ambtenaren

### Eerste ronde: maart/april 2014
Op 6 maart 2014 ondertekende de Amerikaanse president Barack Obama met een beroep op onder meer de International Emergency Economic Powers Act en de National Emergencies Act een decreet waarin hij een nationale noodtoestand afkondigde en sancties gelastte, waaronder reisverboden en het bevriezen van Amerikaanse tegoeden van Rusland, tegen nog niet nader gespecificeerde personen die "zonder toestemming van de regering van Oekraïne regeringsgezag hadden doen gelden in de Krim" en van wie onder meer was vastgesteld dat zij "democratische processen en instellingen in Oekraïne ondermijnden".
Op 17 maart 2014 voerden de VS, de EU en Canada specifiek gerichte sancties in, daags na het pseudo-referendum op de Krim en enkele uren voordat de president  Poetin een decreet ondertekende waarin de Krim als onafhankelijke staat werd erkend, waarmee de basis werd gelegd voor zijn annexatie van de Krim door Rusland. De belangrijkste EU-sanctie had tot doel "de binnenkomst op hun grondgebied te beletten van de in de bijlage vermelde natuurlijke personen die verantwoordelijk zijn voor acties die de territoriale integriteit van Oekraïne ondermijnen, en van de met hen geassocieerde natuurlijke personen". De Europese Unie legde haar sancties op "bij ontstentenis van de-escalerende maatregelen van de Russische Federatie" om een einde te maken aan het geweld in Oost-Oekraïne. De EU verduidelijkte tegelijkertijd dat de EU "bereid blijft om op haar besluiten terug te komen en zich opnieuw met Rusland te verbinden wanneer het actief en zonder dubbelzinnigheden begint bij te dragen aan het vinden van een oplossing voor de Oekraïense crisis. "Deze sancties van 17 maart waren de meest verstrekkende sancties die tegen Rusland zijn gebruikt sinds de val van de Sovjet-Unie in 1991. Ook Japan kondigde sancties tegen Rusland aan, die onder meer inhielden dat de besprekingen over militaire aangelegenheden, ruimtevaart, investeringen en visumvereisten werden opgeschort. Enkele dagen later breidde de Amerikaanse regering de sancties uit.
Op 19 maart stelde Australië sancties in tegen Rusland na de annexatie van de Krim. Deze sancties waren gericht op financiële transacties en reisverboden voor degenen die een rol hebben gespeeld bij de Russische bedreiging van de soevereiniteit van Oekraïne. De Australische sancties werden op 21 mei uitgebreid.
Begin april legden Albanië, IJsland en Montenegro, evenals Oekraïne, dezelfde beperkingen en reisverboden op als die van de EU op 17 maart. Igor Lukšić, minister van Buitenlandse Zaken van Montenegro, zei dat ondanks een "eeuwenoude-traditie" van goede banden met Rusland, het aansluiten bij de EU bij het opleggen van sancties "altijd de enige redelijke keuze" was geweest. Iets eerder in maart legde Moldavië dezelfde sancties op tegen de voormalige president van Oekraïne Viktor Janoekovitsj en een aantal voormalige Oekraïense functionarissen, zoals aangekondigd door de EU op 5 maart.
In reactie op de door de Verenigde Staten en de EU ingevoerde sancties nam de Staatsdoema (het Russische parlement) unaniem een resolutie aan waarin werd gevraagd om alle leden van de Doema op de sanctielijst te plaatsen. De sancties werden enkele dagen later uitgebreid zodat ze zich ook richtten op prominente Russische zakenmannen en -vrouwen.

### Tweede ronde: april 2014
Op 10 april schorste de Raad van Europa het stemrecht van de delegatie van Rusland.
Op 28 april legden de Verenigde Staten een verbod op zakelijke transacties op hun grondgebied op aan zeven Russische functionarissen, waaronder Igor Sechin, uitvoerend voorzitter van het Russische staatsoliebedrijf Rosneft, en 17 andere Russische bedrijven. Op dezelfde dag vaardigde de EU reisverboden uit tegen nog eens 15 personen. De EU verklaarde ook dat de doelen van EU-sancties als volgt waren:
Sancties zijn niet bestraffend, maar bedoeld om een verandering teweeg te brengen in het beleid of de activiteiten van het doelland, de entiteiten of de personen. Maatregelen zijn daarom altijd gericht op dat beleid of die activiteiten, op de middelen om ze uit te voeren en op degenen die ervoor verantwoordelijk zijn. Tegelijkertijd stelt de EU alles in het werk om nadelige gevolgen voor de burgerbevolking of voor legitieme activiteiten tot een minimum te beperken.

### Derde ronde: 2014-2021

#### 2014
Als reactie op de escalerende Oorlog in Oost-Oekraïne breidden de Verenigde Staten op 17 juli 2014 hun transactieverbod uit naar twee grote Russische energiebedrijven, Rosneft en Novatek, en naar twee banken, Gazprombank en Vnesheconombank. De VS drong er bij de EU-landen op aan om ook mee te doen met de derde golf aan sancties, wat ertoe leidde dat de EU een dag eerder begon met het opstellen van Europese sancties. Op 25 juli breidde de EU haar sancties officieel uit naar nog eens 15 personen en 18 autoriteiten, gevolgd door nog eens acht personen en drie autoriteiten op 30 juli. Op 31 juli 2014 voerde de EU de derde sanctieronde in, die onder meer een embargo op wapens en aanverwant materiaal, en een embargo op goederen en technologie voor tweeërlei gebruik bestemd voor militair gebruik of een militaire eindgebruiker, een verbod op de invoer van wapens en aanverwant materiaal, controles op de uitvoer van apparatuur voor de olie-industrie, en een beperking op de uitgifte van en de handel in bepaalde obligaties, aandelen of soortgelijke financiële instrumenten met een looptijd van meer dan 90 dagen (In september 2014 verlaagd tot 30 dagen).
Op 24 juli 2014 richtte Canada zich op Russische wapens, energie en financiële autoriteiten. Op 5 augustus 2014 bevroor Japan de tegoeden van "personen en groepen die de afscheiding van de Krim van Oekraïne steunen" en beperkte de import uit de Krim. In lijn met het beleid van de Europese Bank voor Wederopbouw en Ontwikkeling, bevroor Japan ook fondsen voor nieuwe projecten in Rusland. Op 8 augustus 2014 kondigde de Australische premier Tony Abbott aan dat Australië "toewerkte naar" strengere sancties tegen Rusland, die in de komende weken zouden moeten worden uitgevoerd.
Hoewel Noorwegen geen deel uitmaakte van de EU, zei de Noorse minister van Buitenlandse Zaken Børge Brende op 1 augustus 2014 dat Noorwegen per 12 augustus beperkingen zou opleggen die vergelijkbaar waren met de sancties van de EU  en de Verenigde Staten. Russische staatsbanken kregen een verbod op het aangaan van leningen op lange en middellange termijn, wapenexport en leveranties van apparatuur, technologie en hulp aan de Russische oliesector werden verboden.
Op 14 augustus 2014 breidde Zwitserland de sancties tegen Rusland uit vanwege de bedreiging van de soevereiniteit van Oekraïne. De Zwitserse regering voegde nog eens 26 Russen en pro-Russische Oekraïners toe aan de lijst van bestrafte Russische burgers die voor het eerst werd aangekondigd na de Russische annexatie van de Krim. Op 27 augustus 2014 breidde Zwitserland hun sancties tegen Rusland verder uit. De Zwitserse regering verklaarde dat ze, om het omzeilen van sancties met betrekking tot de situatie in Oekraïne te voorkomen, de maatregelen die in juli tijdens de derde ronde van sancties door de EU werden opgelegd uitbreidde. De Zwitserse regering verklaarde ook dat vijf Russische banken: Sberbank, VTB, Vnesheconombank (VEB), Gazprombank en Rosselkhoz een vergunning nodig zouden hebben om langlopende financiële instrumenten in Zwitserland uit te geven. Op 28 augustus 2014 wijzigden de Zwitsere sancties door er ook de in juli door de EU opgelegde sancties in op te nemen.
Op 14 augustus 2014 nam Oekraïne een wet aan die Oekraïense sancties tegen Rusland invoerde. De sancties omvatten 172 personen en 65 autoriteiten in Rusland en andere landen vanwege het ondersteunen en financieren van "terrorisme" in Oekraïne.
Op 11 september 2014 zei president van de Verenigde Staten, Barack Obama, dat de VS zich bij de EU zou aansluiten en strengere sancties op zou leggen aan de financiële, energie- en defensiesector van Rusland. De volgende dag legde de VS sancties op aan Sberbank, Ruslands grootste bank, en Rostec, een belangrijke wapenmaker en arctische diepwater- en schalie-exploratie door zijn grootste oliemaatschappijen (Gazprom, Gazprom Neft, Lukoil, Surgutneftegas en Rosneft). Sberbank en Rostec zouden slechts in beperkte mate toegang hebben tot de Amerikaanse schuldmarkten. De sancties tegen de oliebedrijven beoogde de samenwerking met Russische oliebedrijven op het gebied van energietechnologie en -diensten te verbieden voor bedrijven zoals Exxon Mobil Corp. en BP.
Op 24 september 2014 verbood Japan de uitgifte van effecten door 5 Russische banken (Sberbank, VTB, Gazprombank, Rosselkhozbank en ontwikkelingsbank VEB) en verscherpte ook de beperkingen op de export van defensie naar Rusland.
Op 3 oktober 2014 zei de Amerikaanse vicepresident, Joe Biden: "Het was het leiderschap van Amerika en de president van de Verenigde Staten die erop aandrongen, die Europa vaak bijna in verlegenheid moesten brengen, om op te staan en economische klappen uit te delen om kosten op te leggen" en voegde eraan toe: "En de resultaten zijn massale kapitaalvlucht uit Rusland, een virtuele bevriezing van directe buitenlandse investeringen, een roebel op een historisch dieptepunt ten opzichte van de dollar, en de Russische economie die op de rand van een recessie wankelt. We willen niet dat Rusland instort. We willen dat Rusland slaagt. Maar Poetin moet een keuze maken. Deze asymmetrische aanvallen op een ander land kunnen niet getolereerd worden. Het internationale systeem zal instorten als dat wel het geval is." Op 18 december 2014 verbood de EU een aantal investeringen op de Krim, waarbij de steun voor de Russische olie- en gasexploratie in de Zwarte Zee werd stopgezet en Europese bedrijven werden belet vastgoed of bedrijven op de Krim te kopen of toeristische diensten aan te bieden. Op 19 december 2014 legde president Obama sancties op aan de door Rusland bezette Krim door middel van een decreet die de export van Amerikaanse goederen en diensten naar de regio verbood.

### Sancties over door Rusland vastgehouden Oekraïners
In april 2016 bestrafte Litouwen 46 personen die betrokken waren bij de detentie en veroordeling van Oekraïense burgers Nadija Savtsjenko, Oleg Sentsov, en Olexandr Koltsjenko. De Litouwse minister van Buitenlandse Zaken Linas Linkevičius verklaarde dat zijn land "de aandacht wilde vestigen op de onaanvaardbare en cynische schendingen van het internationaal recht en de mensenrechten in Rusland. Het zou doeltreffender zijn als de zwarte lijst in heel Europa zou worden ingevoerd. We hopen zo'n discussie op gang te brengen."

#### 2015
Op 16 februari 2015 verhoogde de EU haar sanctielijst tot 151 personen en 37 autoriteiten. Australië gaf aan dat het de EU zou volgen in een nieuwe sanctieronde. Als de EU nieuwe Russische en Oekraïense entiteiten sanctioneerde, dan zou Australië de eigen sancties in lijn met die van de EU houden.
Op 18 februari 2015 voegde Canada 37 Russische burgers en 17 Russische autoriteiten toe aan de sanctielijst. Rosneft en de Russische onderminister van Defensie, Anatoli Antonov, werden beiden bestraft. In juni 2015 voegde Canada drie personen en 14 entiteiten toe, waaronder Gazprom. Media suggereerden dat de sancties werden uitgesteld omdat Gazprom een hoofdsponsor was van de 2015 FIFA Women's World Cup die toen in Canada werd gehouden.
In september 2015 bestrafte Oekraïne meer dan 388 personen, 105 bedrijven en andere autoriteiten. In overeenstemming met de voorstellen van augustus 2015 die waren afgekondigd door de veiligheidsdienst van Oekraïne en het besluit van het kabinet van ministers van Oekraïne nr. 808-p van 12 augustus 2015, verklaarde Oekraïne op 2 september 2015 Rusland tot vijand van Oekraïne. Eveneens op 16 september 2015 vaardigde de Oekraïense president, Petro Porosjenko, een decreet uit waarin bijna 400 personen, meer dan 90 bedrijven en andere autoriteiten werden genoemd die moesten worden bestraft voor de "criminele activiteiten en agressie van Rusland tegen Oekraïne".

### Sancties tegen de Krim
De Verenigde Staten, Canada, de Europese Unie en andere Europese landen (waaronder Oekraïne zelf) stelden economische sancties in die specifiek tegen de nu door Rusland geannexeerde Krim gericht waren. De sancties verboden de verkoop, levering, overdracht of uitvoer van goederen en technologie in verschillende sectoren, waaronder diensten die rechtstreeks verband hielden met toerisme en infrastructuur. Cruiseschepen mochten in zeven havens niet aanmeren. De sancties tegen Krim-personen omvatten reisverboden en bevriezing van tegoeden. Visa en MasterCard hebben tussen december 2014 en april 2015 de dienstverlening op de Krim stopgezet.
In september 2016 wees  Office of Foreign Assets Control (OFAC) op grond van decreet 13685 de Russische scheepvaartmaatschappij Sovfracht-Sovmortrans Group en haar dochteronderneming Sovfracht aan voor het opereren op de Krim.

### 21 februari 2022
Als reactie op de Russische erkenning van de separatistische volksrepublieken Donetsk en Loegansk begonnen westerse landen sancties tegen Rusland uit te vaardigen. De goedkeuringsprocedure van de belangrijke gaspijpleiding Nord Stream 2 werd door Duitsland gestopt. De maatregel stond los van Europese sancties tegen Rusland die mogelijk later nog zouden volgen. De maatregel werd toegejuicht door Oekraïne.
De ministers van Buitenlandse Zaken van de EU landen plaatsten alle leden van de Russische Doema die vóór de erkenning van de Oekraïense separatistische regio's hadden gestemd, op de zwarte lijst, verboden EU-investeerders om te handelen in Russische staatsobligaties en zetten een stop op de import en export met separatistische entiteiten.
Een lijst van verschillende landen die sancties oplegden:
- Australië – Premier Scott Morrison zou meer sancties gaan opleggen aan oligarchen wier economisch gewicht van strategisch belang was voor Moskou en aan meer dan 300 leden van de Russische Doema.
- Japan – Japan zei dat het zijn sancties tegen Rusland zou versterken door ook financiële instellingen en de export van militair materieel op te nemen.
- Nieuw-Zeeland – Nieuw-Zeeland plaatste een verbod op de export van goederen naar het Russische leger en andere gerelateerde veiligheidstroepen.
- Singapore – Singapore blokkeerde bepaalde Russische banken en financiële transacties. Ook zou het de export controleren van items die als wapens kunnen worden gebruikt tegen de bevolking van Oekraïne.
- Zuid-Korea – De regering van Zuid-Korea verklaarde de exportcontroles aan te gaan scherpen door de verzending van strategische artikelen te verbieden. Daarnaast wilden ze enkele Russische banken blokkeren van het SWIFT-banksysteem.
- Zwitserland – Zwitserland kondigde aan dat het de economische activa van 363 personen, waaronder Poetin, premier Michail Misjoestin en minister van Buitenlandse Zaken, Sergej Lavrov, met onmiddellijke ingang zou bevriezen.
- Verenigd Koninkrijk – Premier Johnson onthulde dat het VK sancties zou opleggen aan Russische banken, leden van de naaste kring van Poetin en rijke Russen.
- Verenigde Staten – De Amerikaanse regering verwijderde een geselecteerd aantal Russische banken uit het SWIFT berichtensysteem.

Als gevolg van de westerse sancties daalden op 22 februari de beurskoersen in Moskou en liepen de prijzen op het gebied van olie, gas en goud op. De beurs leed op 21 februari bij de opening een verlies van 10 procent, op 22 februari was dit verlies 9 procent. Andere Europese beurzen openden met een verlies van 2 tot 3 procent. In de loop van de dag liepen de verliezen terug voor de Europese beurzen. De Russische roebel daalde bijna tot een recordniveau, alvorens te herstellen.

### Vierde ronde: vanaf begin Russische invasie

#### Sancties tegen Rusland en Wit-Rusland
Gedurende de eerste paar dagen nadat Rusland op 24 februari 2022 Oekraïne was binnengevallen legde een groot aantal landen, waaronder de Verenigde Staten, Canada, Australië, Japan en de Europese Unie, nieuwe economische sanctiemaatregelen op aan Rusland. President Poetin en minister van Buitenlandse Zaken Lavrov werden een dag na het begin van de invasie op de sanctielijst van de EU geplaatst en hun Europese tegoeden werden bevroren. In de VS werd de Putin Accountability Act door het congres bekrachtigd, hierin werden sancties tegen de Russische Federatie en tegen Poetin en diens getrouwen vastgelegd.
Na de inval in Oekraïne stelden twee landen die nog niet eerder aan sancties tegen Rusland hadden deelgenomen, namelijk Zuid-Korea en Taiwan, alsnog sancties tegen Rusland in. Op 28 februari 2022 kondigde Singapore aan dat het bancaire sancties zou opleggen aan Rusland voor de inval in Oekraïne, waarmee dit het eerste land in Zuidoost-Azië was dat sancties oplegde aan Rusland; de stap werd door de South China Morning Post beschreven als zijnde "bijna ongekend". Na de uitsluiting van Rusland van Swift, is de Roebel in een duikvlucht gekomen en is de roebel slechts minder dan een eurocent waard. De hele EU, VS en Canada sloten hun luchtruim voor Russische vliegtuigen. Ook werd Rusland geschorst uit de Raad van Europa.

#### Bevriezing van Russische banktegoeden
Op 26 februari maakte de voorzitter van de Europese Commissie, Ursula von der Leyen, bekend dat een deel van de Russische banken de toegang tot het internationale betalingssysteem SWIFT zouden verliezen. Behalve de EU namen ook de VS, Canada en het Verenigd Koninkrijk deze maatregel. Dit betekende dat deze Russische banken feitelijk (bijna) geen internationale betalingen meer konden doen. De grootste Russische (staats)bank Sberbank, genoteerd aan de beurzen in Londen, Frankfurt en Moskou, noteerde op 28 februari 2022 een koers rond de 1,30 dollar, terwijl dat op 16 februari nog rond de 15,- dollar was. Verder werden de tegoeden van de Centrale Bank van Rusland in de EU, de VS, het VK en Canada – omgerekend zo'n 600 miljard euro – bevroren. In Europa bevonden die tegoeden zich vooral bij het in België gevestigde Euroclear. Volgens Von der Leyen moest hiermee worden voorkomen dat de oorlog in Oekraïne verder werd gefinancierd door Poetin. Het was de eerste keer ooit dat een dergelijke maatregel werd genomen tegen de centrale bank van een G20-land. Zwitserland nam de twee sanctiepakketten van de EU over.

#### Rusland geroyeerd uit internationale organisaties
Op 25 februari werd Rusland geschorst als lid van de Raad van Europa. Hierdoor mochten Russische vertegenwoordigers niet meer deelnemen aan de ministerraad en de parlementaire vergadering. Op 16 maart werd Rusland helemaal uit de RvE gezet.
Op 7 april werd Rusland ook geschorst uit de Mensenrechtenraad van de Verenigde Naties (UNHRC), nadat de Algemene Vergadering van de Verenigde Naties hierover een resolutie had aangenomen.
Rusland trok zich ook terug uit de ESA met als gevolg dat er geen Sojoez-raketten meer worden gelanceerd vanaf Centre Spatial Guyanais in Frans-Guyana. Twee Europese missies die hiermee gelanceerd zouden worden, de Euclid-ruimtetelescoop en de Hera-sonde, worden overgenomen door SpaceX. Als gevolg hiervan worden deze twee lanceringen verplaatst naar Cape Canaveral Space Force Station in Florida, waar de Sojoez-raketten worden vervangen door Falcon 9-raketten.

#### Afsluiting van het internationale luchtruim voor Rusland
Veel landen, waaronder het VK, Letland, Estland, Polen, Tsjechië en Duitsland, sloten kort na het begin van de invasie op 24 februari, hun luchtruim geheel af voor Rusland. Als tegenreactie weerde Rusland ook de vliegtuigmaatschappijen van de betreffende landen. Op 25 februari kondigde de Amerikaanse luchtvaartmaatschappij Delta Air Lines aan de banden met Aeroflot op te schorten. Op 27 februari sloot Nederland het luchtruim voor Russische vliegtuigen. Diezelfde dag werd bekend dat de EU haar gehele luchtruim voor Russische vliegtuigen af zou sluiten. Op 28 februari sloot Rusland, als tegenmaatregel, het luchtruim voor 36 landen uit de EU en Canada. Op 2 maart sloot ook de VS het luchtruim voor alle Russische vliegtuigen.

#### Afsluiting van de Bosporus voor marineschepen
Op 24 februari 2022 diende Oekraïne bij Turkije het verzoek in om geen Russische marineschepen meer door de Bosporus te laten passeren, overeenkomstig het Verdrag van Montreux. Vier dagen later, nadat Turkije de invasie officieel als oorlog bestempeld had, werd dit verzoek gehonoreerd. Het door de Russische Federatie ingediende verzoek tot passage van vier marineschepen, waaronder het fregat Admiral Kasatonov met plaats voor 32 3M-54 Kalibr-kruisraketten, werd afgewezen. De afsluiting geldt voor alle marineschepen ook die van de NAVO. Rusland zou het verbod op militaire transporten omzeilen door burgervrachtschepen te gebruiken.

#### Boycots voor Rusland van evenementen
Diverse grote evenementen die in Rusland waren gepland werden verplaatst naar een ander land of afgelast, waaronder het Wereldkampioenschap motorcross 2022. Op 4 maart 2022 besloot de FIA om zich terug te trekken uit Rusland, wat het einde betekende van de Russische Grand Prix. De UEFA Champions League-finale die op 28 mei 2022 gepland stond in Sint-Petersburg, werd verplaatst naar Parijs en het WK volleybal mannen dat gepland stond van 26 augustus tot en met 11 september werd verplaatst naar Polen en Slovenië. Op 28 februari 2022 schorsten Wereldvoetbalbond FIFA en de Europese voetbalbond UEFA de Russische teams en nationale ploegen. Voor Rusland dreigde hierdoor volledige uitsluiting van het Wereldkampioenschap voetbal 2022. Op 18 maart 2022 besloot het sporttribunaal CAS dat Rusland definitief niet mee mocht doen aan het WK voetbal. Ook mocht Rusland niet meedoen aan het Europees kampioenschap voetbal vrouwen 2022 in Engeland, ondanks het feit dat het zich hiervoor had gekwalificeerd via de play-offs. Het werd vervangen door Portugal. Hetzelfde geldt voor de eindtoernooien van de Davis Cup en de Billie Jean King Cup, ook al had het zich hiervoor geplaatst. Het werd in beide toernooien vervangen door Australië. Daarnaast werden Russische clubs uitgesloten van deelname aan de Europese voetbaltoernooien, de Nations League en de kwalificatietoernooien.
Tevens werd Rusland uitgesloten van de 66e editie van het Eurovisiesongfestival. Tijdens deze editie werd Oekraïne vertegenwoordigd door Kalush Orchestra, met het nummer Stefania. Het werd al snel een strijdlied in Oekraïne. Op 15 mei 2022 won Oekraïne het Eurovisiesongfestival, dat dit keer in het teken stond van vrede en verbinding. De organisatie van het Eurovisiesongfestival van 2023 moest door Oekraïne echter worden overgelaten aan het Verenigd Koninkrijk, omdat zij door de oorlog niet in staat waren om het evenement zelf te organiseren. De veiligheid van de medewerkers en gasten kon in Oekraïne niet worden gegarandeerd. Ook aan het Junior Eurovisiesongfestival van 2022 mocht Rusland niet meedoen. Daarnaast mochten Russische televisieprogramma's niet meedoen aan de Emmy Awards van 2022. Alle Russische televisieprogramma's die hiervoor werden ingezonden werden gediskwalificeerd.
Russische zeilschepen zijn in 2025 niet welkom op Sail Amsterdam. De organisatie is nauw verbonden met de Koninklijke Marine en vindt het niet gepast om deze schepen uit te nodigen voor het evenement.
De Arnhemse voetbalclub Vitesse raakte als gevolg van de Russische invasie zijn proflicentie kwijt. Hun aandelen waren in handen van de Russische Valerie Ojf en die deed hier afstand van na de invasie en een overname door de Amerikaanse Coley Parry werd door de KNVB afgewezen. Ook het verzoek van andere geïnteresseerden voor overname werd afgewezen. Als gevolg hiervan werden de licentieregels regelmatig overtreden waarna de KNVB besloot de proflicentie in te trekken. Een beroepszaak en ook een kort geding bij de rechter werden verloren. Hierdoor raakte Vitesse de licentie definitief kwijt en mag het geen betaald voetbal meer spelen.

#### Sancties tegen Wit-Rusland
Ook tegen Wit-Rusland werden, na het begin van de invasie op 24 februari, sancties afgekondigd vanwege het actief steunen van de oorlog. Wit-Rusland kreeg op 27 februari een exportverbod voor onder andere tabak, hout, ijzer, staal en cement. Goederen die ook militaire doeleinden konden dienen, mochten niet meer aan het land worden verkocht. Verder konden Wit-Russen die Rusland zouden helpen bij de oorlog tegen Oekraïne, persoonlijke sancties verwachten.

#### Nieuwe sancties tegen Rusland op 7 april
Op 7 april werden de EU-landen het eens over een nieuw pakket strafmaatregelen tegen Rusland, het vijfde, met als rechtstreekse aanleiding het bloedbad van Boetsja. Behoudens enkele uitzonderingen (zoals schepen die medicijnen en humanitaire hulp leveren) werd alle schepen onder Russische vlag de toegang tot havens binnen de EU ontzegd. Ook wegtransporteurs uit Rusland en Wit-Rusland zouden door de EU worden geweerd, behoudens dezelfde uitzonderingen. Er kwam bovendien een verbod op de import van Russische steenkool. Dit verbod zou vanaf half augustus in gaan, zodat de EU-landen zich er op konden voorbereiden.
Verder werden er 217 nieuwe personen toegevoegd aan de lijst van gesanctioneerde Russen. Onder hen waren de twee dochters van president Poetin, Maria en Katerina, en Herman Gref, de voormalige Russische minister van Economische Ontwikkeling en tevens bestuursvoorzitter van Sberbank.

#### Reacties van Rusland op de nieuwe ronde sancties
Op 27 februari reageerde Poetin op de sancties en op wat hij 'agressieve verklaringen van westerse regeringen' noemde, door het bevel om de 'ontradingsmacht' (nucleaire wapens) van het Russische leger in de hoogste staat van paraatheid te brengen.
In februari 2022 waren er MiG-31's met Kh-47M2 Kinzhal-raketten, mogelijk met kernkoppen, van vliegbasis Soltsy-2 in oblast Novgorod naar vliegbasis Tsjernjachovsk in de westelijke exclave oblast Kaliningrad overgevlogen.
Eind april 2022 verkondigde een Russische staatszender op televisie dat een RS-28 Sarmat-kernraket vanuit Kaliningrad in 202 seconden Berlijn, London en Parijs kon vernietigen.
Veel bedrijven en organisaties kozen ervoor om vrijwillig de Russische of Wit-Russische markten te verlaten. De boycots hadden gevolgen voor veel organisaties voor consumptiegoederen, amusement, onderwijs, technologie en sport. Als gevolg van de sancties verschoven de Russische oligarchen honderden miljoenen dollars naar landen die geen sancties hadden opgelegd, zoals de Verenigde Arabische Emiraten.
Vanaf half maart 2022 hield de Oekraïense president Zelensky meerdere online toespraken in verschillende nationale parlementen waarin hij aandrong op aanvullende sancties tegen Rusland.
Op 15 december 2022 werden de EU-leiders het in Brussel eens over een negende pakket strafmaatregelen tegen Rusland. De maatregelen hielden deze keer onder meer in dat er nog eens bijna 200 personen en organisaties werden gestraft vanwege hun aandeel in de oorlog in Oekraïne. Daarnaast waren de sancties gericht tegen drie banken, de mijnbouw en de Russische propaganda.

#### Sancties tegen de Russische oliesector
Op de valreep van de regering-Biden vaardigde het Amerikaanse ministerie van Financiën op 10 januari 2025 nog bijkomende sancties uit tegen de Russische olieproducenten Gazprom Neft en Soergoetneftegaz, evenals tegen 183 tankers in de zogenoemde “Russische schaduwvloot”.

## Instanties
Autoriteiten in de Verenigde Staten, het Verenigd Koninkrijk, de Europese Unie en andere landen, waaronder Australië, Canada en Japan, legden een hele reeks sancties op aan Rusland, Russissche personen en entiteiten. Van 2022 tot februari 2024 zou het in totaal om meer dan 16.500 sancties gaan.

### Europese Unie
In de Europese Unie worden de sancties voorgesteld door de Europese Commissie, die de voorbereiding laat uitvoeren door het DG ECFIN (Economische en Financiële Zaken) en DG TRADE (Handel), in overleg met de Europese dienst voor extern optreden (EEAS), die ook de uitvoering opvolgt. Het is de Europese Raad die beslist, doorgaans via uitvoeringsverordeningen op grond van Verordening (EU) 269/2014 van 17 maart 2014 en met het Europees Parlement in een adviserende rol. Een van de eerste uitvoeringsverordeningen kwam er reeds op 23 februari 2022.
De Europese Unie bundelde de sancties in “pakketten”, het 14e op 24 juni 2024, het 16e op 19 februari 2025, het 17e op 20 mei 2025, het 18e op 18 juli 2025.
De uitvoering en handhaving van de sancties, een bevoegdheid van de lidstaten, verloopt echter verre van sluitend. Een Nederlands voorstel van februari 2023 om de handhaving te centraliseren op Europees niveau, was medio 2024 nog niet in uitvoering. In mei 2025 bleek volgens de speciale EU-gezant die toeziet op de sancties, David O’Sullivan, “de volledige ineenstorting van de trans-Atlantische coördinatie” (bij het afdwingen van de sancties). Ook de samenwerking met de G7 had “aan kracht ingeboet”.

### Verenigde Staten
In de Verenigde Staten is het Office of Foreign Assets Control (OFAC) bevoegd. Het valt onder de bevoegdheid van het ministerie van financiën.  

### Andere landen
In Oekraïne is de nationale corruptiedienst (National Agency on Corruption Prevention – NCPA) actief. Het NCPA, dat ook samenwerkt met westerse privé-organisaties zoals The International Working Group on Russian Sanctions aan de Stanford-universiteit, publiceert zwarte lijsten van vermeende westerse componenten in Russische of Iraanse wapens, en van bedrijven die beschouwd worden als “oorlogssponsors”. Het NCPA bekritiseerde de EU-sancties wegens “onvoldoende”, en lijstte het Belgische Fluxys op als “oorlogssponsor”, vanwege gasimport in Zeebrugge.
Ook het Verenigd Koninkrijk heeft een verdere reeks sancties uitgewerkt. Het gaat om financiële sancties, handelssancties, maatregelen tegen ontduiking, uitzonderingen op het verbod op maritieme diensten en de olieprijslimiet (OPC), sancties op het verlenen van zelfstandige diensten en sancties op invoer. Het beleid valt onder het Foreign, Commonwealth and Development Office, het ministerie van buitenlandse zaken.

## Bezwaren tegen sancties
In de EU waren Italië, Griekenland, Frankrijk, Cyprus en Slowakije het meest sceptisch tegenover de sancties, zij riepen op tot een herziening. De Bulgaarse premier Bojko Borisov verklaarde: "Ik weet niet hoe Rusland door de sancties wordt getroffen, maar Bulgarije wordt ook zwaar getroffen"; ook de Tsjechische president Miloš Zeman en de Slowaakse premier Robert Fico wilden dat de sancties zouden worden opgeheven. In oktober 2017 zei de Hongaarse minister van Buitenlandse Zaken en Handel, Péter Szijjártó: "de sancties zijn totaal geen succes, omdat Rusland economisch niet op de knieën ligt, maar ook omdat er veel schade is toegebracht aan onze eigen economieën en we politiek gezien geen echte vooruitgang hebben geboekt met betrekking tot het akkoord van Minsk."
In 2015 meldde de Griekse premier Alexis Tsipras herhaaldelijk dat Griekenland zou proberen de banden tussen Rusland en de EU te herstellen via Europese instellingen. Tsipras zei ook dat Griekenland geen voorstander was van westerse sancties tegen Rusland, en voegde eraan toe dat het risico bestond dat er een nieuwe Koude Oorlog zou uitbreken. In 2022 na zware sancties vanuit het Westen had China bezwaar tegen de sancties en noemde die "illegaal".

## Gevolgen

### Politieke betekenis

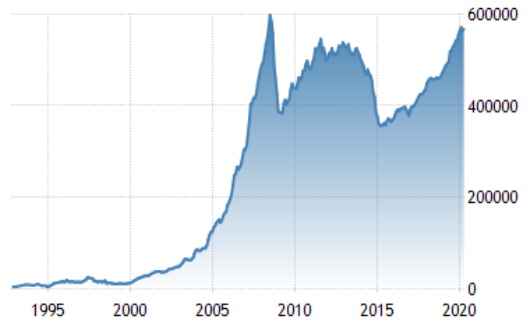
Reserves aan buitenlandse valuta (in het buitenland) van de Centrale Bank van Rusland tot en met 2020. In 2022 waren ze allemaal bevroren.

De economische sancties die aan Rusland werden opgelegd, dienden als instrument van het niet-erkenningsbeleid, door te onderstrepen dat de landen die deze sancties oplegden, de Russische annexatie van de Krim niet erkenden. Door deze sancties in te stellen werd voorkomen dat de situatie als een voldongen feit zou worden beschouwd.

### Gevolgen voor Russische economie
De sancties droegen onder meer bij aan de ineenstorting van de Russische roebel en de Russische financiële crisis. Ze veroorzaakten ook economische schade voor een aantal EU-landen, met een totaal verlies van naar schatting 100 miljard euro (vanaf 2015). Algemeen werd aangenomen dat de economische sancties hebben bijgedragen tot een flinke verzwakking van de Russische economie en tot een intensivering van de uitdagingen waarmee Rusland werd geconfronteerd.
Vanaf 2014 maakte de Russische minister van Financiën bekend dat de sancties Rusland 40 miljard dollar hadden gekost, waarbij in 2014 nog eens 100 miljard dollar verlies werd genomen als gevolg van de daling van de olieprijs in datzelfde jaar, gedreven door de olieschaarste van 2010. Na de sancties die in augustus 2018 werden opgelegd, bedroegen de economische verliezen die Rusland heeft geleden ongeveer 0,5-1,5% van de gederfde groei van het bbp. De Russische president Vladimir Poetin heeft de Verenigde Staten ervan beschuldigd samen te zweren met Saoedi-Arabië om de Russische economie opzettelijk te verzwakken door de olieprijs te verlagen. Medio 2016 had Rusland naar schatting 170 miljard dollar verloren door de financiële sancties, met nog eens 400 miljard dollar aan gederfde inkomsten uit olie en gas. Volgens Oekraïense functionarissen dwongen de sancties Rusland om zijn aanpak ten opzichte van Oekraïne te veranderen en ondermijnden ze de Russische militaire opmars in de regio. Vertegenwoordigers van deze landen verklaarden dat ze de sancties tegen Rusland pas zouden opheffen als Moskou de Afspraken van Minsk II zou nakomen.
Een gegevensanalyse uit 2015 suggereerde dat Rusland toen in een recessie was beland, met een negatieve bbp-groei van -2,2% voor het eerste kwartaal van 2015, in vergelijking met het eerste kwartaal van 2014. Voorts zorgde het gecombineerde effect van de sancties en de snelle daling van de olieprijzen in 2014 voor een aanzienlijke neerwaartse druk op de waarde van de roebel en een vlucht van kapitaal uit Rusland. Tegelijkertijd noopten de sancties op de toegang tot financiering Rusland ertoe een deel van zijn reserves te gebruiken om de economie overeind te houden. Deze gebeurtenissen dwongen de Centrale Bank van Rusland om de waarde van de roebel niet langer te ondersteunen en de rente te verhogen.
Sommigen dachten dat het Russische verbod op westerse import een bijkomend effect had op deze uitdagende gebeurtenissen, aangezien het embargo leidde tot hogere voedselprijzen en verdere inflatie naast de effecten van de gedaalde waarde van de roebel, die de prijs van geïmporteerde goederen al had verhoogd.
In 2016 streefde de landbouw de wapenindustrie voorbij als de op een na grootste exportsector van Rusland, na olie en gas.
In 2022 zakte de roebel als gevolg van de nieuwe ronde sancties onder de eurocent, en stonden Russische banken nu op instorten. Het wereldwijd voor Rusland blokkeren van het SWIFT-betalingssysteem in de eerste dagen na het begin van de invasie leidde tot een  financiële crisis in Rusland.
Volgens het Internationaal Monetair Fonds heeft de Russische economie echter veel beter gepresteerd dan experts hadden voorspeld na de bijna 17.000 westerse sancties sedert 2022. Voor 2024 verhoogde het IMF zijn prognose voor de Russische economische groei van 1,1% naar 2,6%. Een ander gevolg van de sancties is de ingrijpende herschikking van de Russische buitenlandse handel, die sedert 2022 vooral naar de BRICS-landen is verlegd. Begin 2025 vertraagde de groei, maar bleef het reëel inkomen op een – volgens opinieonderzoek – relatief hoog en stabiel niveau.

### Gevolgen voor de VS en de EU-landen
Vanaf 2015 werden de verliezen van de EU geschat op ten minste 100 miljard euro. Ook het Duitse bedrijfsleven, met ongeveer 30.000 werkplekken die afhankelijk waren van de handel met de Russische Federatie, meldde zwaar getroffen te zijn door de sancties. De sancties troffen tal van Europese marktsectoren, waaronder energie, landbouw, en luchtvaart. In maart 2016 verklaarde de Finse boerenbond MTK dat de Russische sancties en de dalende prijzen de boeren onder enorme druk hadden gezet. Het Finse Natural Resources Institute LUKE schatte dat boeren het vorige jaar hun inkomen met minstens 40 procent hadden zien krimpen ten opzichte van een jaar eerder.
In februari 2015 meldde Exxon Mobil ongeveer 1 miljard dollar te verliezen als gevolg van de sancties tegen Rusland. Exxon moest immers zijn activiteiten in de Noordelijke IJszee en de Zwarte Zee stopzetten, en zijn schaliegasprojecten met Rosneft in Rusland afbouwen.
In 2017 publiceerde de speciale VN-rapporteur Idriss Jazairy een rapport over de impact van sancties, waarin hij stelde dat de EU-landen ongeveer 3,2 miljard dollar per maand zouden mislopen als gevolg van de sancties. Hij zei dat de sancties waren bedoeld om Rusland af te schrikken, maar het risico bestond dat ze alleen een afschrikmiddel waren voor het internationale bedrijfsleven, en zo de kwetsbare groepen troffen die niets met de crisis te maken hadden. Volgens Jazairy zouden vooral de mensen op de Krim niet collectief moeten opdraaien voor een complexe politieke crisis waarover ze geen controle hadden. Nadat Rusland was afgesloten van Swift, leden verschillende bedrijven en landen meer verliezen dan ooit.

## Russische tegensancties
Drie dagen na de eerste sancties tegen Rusland, op 20 maart 2014, publiceerde het Russische ministerie van Buitenlandse Zaken een lijst met wederzijdse sancties tegen bepaalde Amerikaanse burgers. Op de lijst stonden tien namen, onder wie voorzitter van het Huis van Afgevaardigden John Boehner, senator John McCain, en twee adviseurs van Barack Obama. Het ministerie zei in de verklaring: "Ons land op een dergelijke manier behandelen, zoals Washington al had kunnen vaststellen, is ongepast en contraproductief". Zij herhaalden dat sancties tegen Rusland een boemerangeffect zouden hebben. Op 24 maart verbood Rusland dertien Canadese functionarissen, onder wie leden van het parlement van Canada, Rusland binnen te komen.
Op 6 augustus 2014 ondertekende Poetin een decreet "Over het gebruik van specifieke economische maatregelen", dat voor een periode van een jaar een effectief embargo mandateerde op de invoer van de meeste landbouwproducten waarvan het land van herkomst "het besluit over de invoering van economische sancties ten aanzien van Russische juridische en (of) fysieke entiteiten had aangenomen, of zich bij dezelfde had aangesloten". De volgende dag werd de verordening van de Russische regering goedgekeurd en met onmiddellijke ingang gepubliceerd, waarin de verboden artikelen werden gespecificeerd, alsmede de landen van herkomst: de Verenigde Staten, de EU, Noorwegen, Canada en Australië, met inbegrip van een verbod op de invoer van fruit, groenten, vlees, vis, melk en zuivelproducten. Vóór het embargo had de uitvoer van levensmiddelen uit de EU naar Rusland een waarde van ongeveer 11,8 miljard euro, of 10% van de totale EU-uitvoer naar Rusland. De uitvoer van levensmiddelen uit de Verenigde Staten naar Rusland had een waarde van ongeveer 972 miljoen euro. De uitvoer van levensmiddelen uit Canada had een waarde van ongeveer 385 miljoen euro. De uitvoer van levensmiddelen uit Australië, voornamelijk vlees en levend vee, had een waarde van ongeveer 170 miljoen euro per jaar.
Rusland had eerder het standpunt ingenomen dat het zich niet zou bezighouden met sancties, maar bij de aankondiging van het embargo zei de Russische premier Dmitri Medvedev: "Er is niets goeds aan sancties en het was geen gemakkelijke beslissing om te nemen, maar we moesten het doen." Hij gaf aan dat ook sancties met betrekking tot de transportsector werden overwogen. De woordvoerder van het Amerikaanse ministerie van Financiën, David Cohen, zei dat sancties die de toegang tot voedsel beïnvloeden "niet iets zijn dat de VS en zijn bondgenoten ooit zouden doen".
Op dezelfde dag kondigde Rusland een verbod aan op het gebruik van zijn luchtruim door Oekraïense vliegtuigen.
In januari 2015 werd duidelijk dat de Russische autoriteiten een lid van het Europees Parlement, het Litouwse Europarlementslid Gabrielius Landsbergis, om politieke redenen geen bezoek aan Moskou zouden laten brengen.
In maart 2015 werden het Letse Europarlementslid Sandra Kalniete en de voorzitter van de Poolse Senaat Bogdan Borusewicz beiden de toegang tot Rusland ontzegd onder het bestaande sanctieregime, en konden daardoor niet de begrafenis van de vermoorde oppositiepoliticus Boris Nemtsov bijwonen.
Nadat een lid van de Duitse Bondsdag in mei 2015 de toegang tot Rusland werd geweigerd, gaf Rusland een zwarte lijst vrij aan de regeringen van de Europese Unie van 89 politici en ambtenaren uit de EU die Rusland niet mochten binnenkomen onder het huidige sanctieregime. Rusland verzocht om de zwarte lijst niet openbaar te maken. Op de lijst zouden acht Zweden staan, evenals twee parlementsleden en twee Europarlementariërs uit Nederland. De Finse nationale omroep Yle publiceerde een uitgelekte Duitse versie van de lijst.
In reactie op deze publicatie merkte de Britse politicus Malcolm Rifkind (wiens naam op de Russische lijst stond) op: "Het toont aan dat we een impact hebben, want ze zouden niet hebben gereageerd tenzij ze zich zeer pijnlijk voelden over wat er was gebeurd. Toen de sancties eenmaal waren uitgebreid, hebben zij een grote invloed gehad op de Russische economie. Dit is gebeurd op een moment dat de olieprijs is ingestort en daardoor een belangrijke bron van inkomsten voor de heer Poetin is verdwenen. Dat is behoorlijk belangrijk als het gaat om zijn pogingen om zijn militaire macht op te bouwen en zijn buren te dwingen te doen wat hen gezegd wordt." Hij voegde eraan toe: "Als er zo'n verbod moest komen, ben ik er nogal trots op dat ik erop sta – ik zou nogal nijdig zijn als ik er niet op stond." Een andere persoon op de lijst, het Zweedse Europarlementslid Gunnar Hökmark, merkte op dat hij er trots op was op de lijst te staan en zei dat "een regime dat dit doet, doet dat omdat het bang is, en in zijn hart zwak."
Met betrekking tot het Russische inreisverbod voor Europese politici zei een woordvoerder van de EU: "De lijst met 89 namen is nu door de Russische autoriteiten gedeeld. We hebben geen andere informatie over de rechtsgrondslag, de criteria en het proces van dit besluit. Wij beschouwen deze maatregel als volstrekt willekeurig en ongerechtvaardigd, vooral bij gebrek aan verdere opheldering en transparantie."
Op 29 juni 2016 ondertekende de Russische president Vladimir Poetin een decreet dat het embargo op de reeds gesanctioneerde landen verlengde tot 31 december 2017.
Volgens een studie uit 2020 dienden de Russische tegensancties niet alleen de doelstellingen van het buitenlands beleid van Rusland, maar vergemakkelijkten ze ook het protectionistische beleid van Rusland. Als gevolg van de tegensancties, in combinatie met overheidssteun voor de binnenlandse landbouwproductie, was de productie van graan, kip, varkensvlees, kaas en andere landbouwproducten gestegen. De voedselimport van Rusland was gedaald van 35% in 2013 tot slechts 20% in 2018. De prijzen van deze producten waren echter ook drastisch gestegen. In Moskou was van september 2014 tot september 2018 de gemiddelde prijs van kaas met 23% gestegen, melk met 35,7% en plantaardige olie met 65%.
Nadat westerse landen eind februari 2022 hadden aangekondigd dat het luchtruim van de VS en de EU vanaf dat moment dicht was voor Rusland, besloot Rusland om als tegenmaatregel westerse vliegtuigen uit het  Russische luchtruim te weren.